# Cendrellosa
|  | Per a altres significats, vegeu «La Ventafocs». |

La cendrellosa (Fumaria capreolata) és una planta herbàcia anual de la família de les papaveràcies nativa d'Europa meridional. Fumaria és un nom genèric del llatí fumus, 'fum', possiblement pel color o l'olor de les arrels fresques. Capreolata és un epítet llatí que significa "que té circells". Creix en terrenys conreats o ruderals de tota l'àrea mediterrània i les zones temperades d'Àsia. Prefereix sòls rics en nitrogen.
És una herba glabra, de tija reptant o enfiladissa, que arriba als 100 cm d'alçada. Presenta fulles plurilobulades, de segments lanceolats, alternes. A l'hivern o al començament de primavera apareixen a les tiges floríferes que brollen de les aixelles foliars raïms de flors de 10 a 15 mm, blanques, amb dos sèpals petaloides semitransparents i l'àpex d'intens color porpra. La corol·la té forma tubular, composta per quatre pètals units en l'àpex però lliures, dels quals el superior es perllonga en un esperó. Presenta dos estams trífids. El fruit és un petit aqueni llis o a penes rugós, de forma oblonga o obtusa, que apareix al cap d'un pedicel retroflex protegit per bràctees. Té un nombre cromosòmic de 2n=c.70. 2n=c.64. 2n=56
En hibridació amb Fumaria densiflora produeix Fumaria x gagrica, que es difon més al nord i est.
En català també es coneix com a arracadetes de la Mare de Déu, colomina, fumària o fumdeterra, entre d'altres.

## Referències

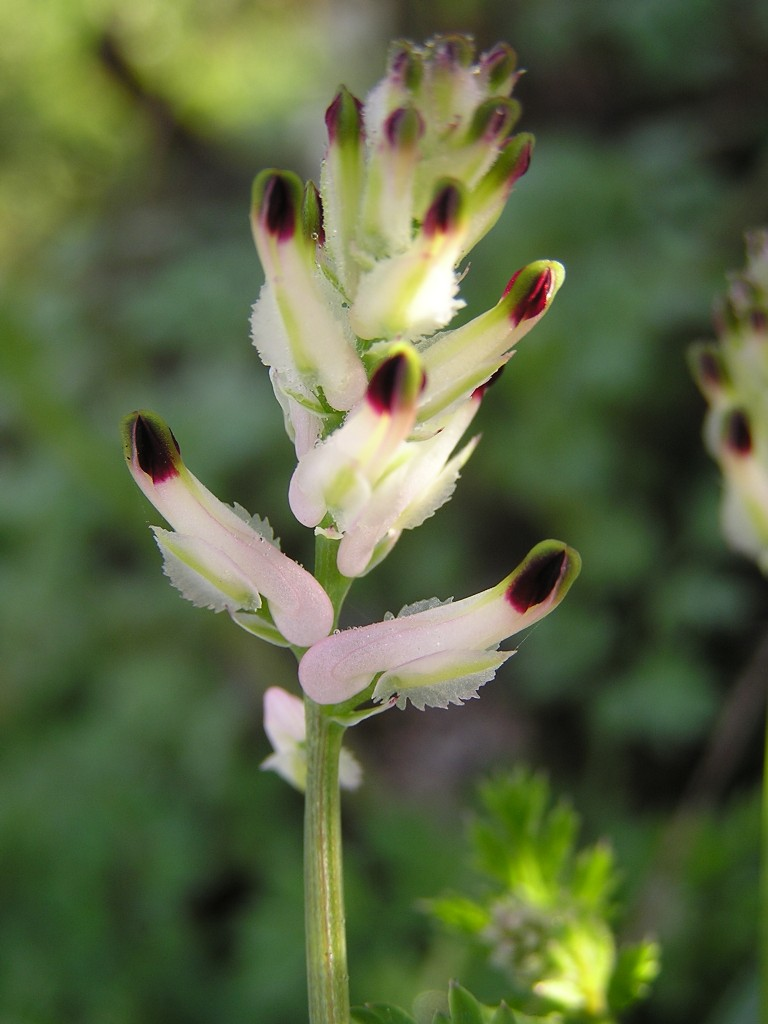